# Alexis Lafrenière
Alexis Lafrenière, né le 11 octobre 2001 à Saint-Eustache dans la province de Québec au Canada, est un joueur canadien de hockey sur glace. Il joue au poste d'attaquant pour les Rangers de New York dans la LNH.

## Biographie

### Carrière junior
Il est repêché en 1er position au total lors du repêchage de 2017 de la LHJMQ par l'Océanic de Rimouski.
Il termine sa saison recrue dans la LHJMQ avec 42 buts et 38 aides en 60 matchs. Lors des séries éliminatoires, l'Océanic se fait éliminer en première ronde par les Wildcats de Moncton en sept rencontres. Néanmoins, Alexis récolte 4 buts et 3 passes lors de la série. Après sa saison, il remporte le trophée Michel-Bergeron remis à la meilleure recrue offensive dans la LHJMQ en saison régulière.
La saison suivante, il est nommé assistant-capitaine de l'Océanic tout comme les attaquants Carson Mackinnon, Jimmy Huntington et Olivier Garneau. Lors de la saison régulière, il obtient 37 buts et 68 assistances en 61 matchs. Pour cette belle production de points, Alexis met la main sur le trophée Michel-Brière remis au joueur le plus utile dans la LHJMQ pendant la saison régulière et le trophée Paul-Dumont remis à la personnalité de l'année dans la LHJMQ,.

### Carrière professionnelle
Le 12 octobre 2020, il signe son premier contrat professionnel en carrière avec les Rangers.
Le 14 janvier 2021, il joue son premier match en carrière dans la LNH contre les Islanders de New York mais les Rangers subissent une défaite 4-0. Alexis n'inscrit aucun point lors de ses six premiers matchs en carrière dans la LNH jusqu'à son 7e match, le 28 janvier 2021 contre les Sabres de Buffalo, où il inscrit son premier but en prolongation pour permettre à son équipe de remporter le match 3-2. Il termine sa saison recrue avec 12 buts et 9 assistances en 56 matchs.
En août 2023, il signe un contrat de deux saisons avec les Rangers, d'une valeur de 2,352 millions $.
Il récolte cinq points et réussit son premier tour du chapeau en carrière le 30 mars 2024 dans un gain de 8-5 face aux Coyotes de l'Arizona.
Alors qu'il écoule la dernière année de son contrat de transition de deux ans avec les Rangers, il signe une prolongation de contrat de sept ans le 25 octobre 2024, d'une valeur annuelle de 7,45 millions $.

### Carrière internationale
Il représente l'équipe du Canada au niveau international.
Lors de l’édition 2020 du championnat du monde junior de hockey sur glace, Alexis Lafrenière remporte la médaille d’or avec l'équipe du Canada et est élu meilleur attaquant du tournoi. Pour l'édition 2021, les Rangers de New York préfèrent le garder à New-York en vue de sa préparation pour la prochaine saison de la LNH.

## Vie privée
Lafrenière a grandi à Saint-Eustache, au Québec. Il est le fils de Hugo et Nathalie Lafrenière, une enseignante de première année. Il a une sœur, Lori-Jane, qui a trois ans de plus que lui et qui joue au soccer à l'Université de Montréal. Alexis a également été un talentueux arrêt-court de baseball dans sa jeunesse avant de décider de se concentrer sur le hockey. Bien qu'il soit un partisan des Canadiens de Montréal en grandissant, le joueur préféré de Lafrenière était Patrick Kane des Blackhawks de Chicago.

## Statistiques

### En club
| Saison     | Équipe              | Ligue      |     | Saison régulière | Saison régulière | Saison régulière | Saison régulière | Saison régulière |    | Séries éliminatoires | Séries éliminatoires | Séries éliminatoires | Séries éliminatoires | Séries éliminatoires |
| Saison     | Équipe              | Ligue      | PJ  | B                | A                | Pts              | Pun              | PJ               | B  | A                    | Pts                  | Pun                  |                      |                      |
| 2017-2018  | Océanic de Rimouski | LHJMQ      | 60  | 42               | 38               | 80               | 54               | 7                | 4  | 3                    | 7                    | 12                   |                      |                      |
| 2018-2019  | Océanic de Rimouski | LHJMQ      | 61  | 37               | 68               | 105              | 72               | 13               | 9  | 14                   | 23                   | 14                   |                      |                      |
| 2019-2020  | Océanic de Rimouski | LHJMQ      | 52  | 35               | 77               | 112              | 50               | -                | -  | -                    | -                    | -                    |                      |                      |
| 2020-2021  | Rangers de New York | LNH        | 56  | 12               | 9                | 21               | 8                | -                | -  | -                    | -                    | -                    |                      |                      |
| 2021-2022  | Rangers de New York | LNH        | 79  | 19               | 12               | 31               | 37               | 20               | 2  | 7                    | 9                    | 11                   |                      |                      |
| 2022-2023  | Rangers de New York | LNH        | 81  | 16               | 23               | 39               | 33               | 7                | 0  | 0                    | 0                    | 0                    |                      |                      |
| 2023-2024  | Rangers de New York | LNH        | 82  | 28               | 29               | 57               | 40               | 16               | 8  | 6                    | 14                   | 6                    |                      |                      |
| Totaux LNH | Totaux LNH          | Totaux LNH | 298 | 75               | 73               | 148              | 118              | 43               | 10 | 13                   | 23                   | 17                   |                      |                      |

### En équipe nationale
| Année | Équipe          | Compétition                  |   | PJ | B | A  | Pts | Pun           |  | Résultat |
| 2018  | Canada - 18 ans | Championnat du monde -18 ans | 5 | 4  | 2 | 6  | 2   | Septième      |  |          |
| 2019  | Canada - 20 ans | Championnat du monde junior  | 5 | 1  | 0 | 1  | 2   | Quatrième     |  |          |
| 2020  | Canada - 20 ans | Championnat du monde junior  | 5 | 4  | 6 | 10 | 4   | Médaille d'or |  |          |

## Récompenses et honneurs personnels

### Ligues juniors
- Ligue de hockey junior majeur du Québec :
  - Remporte le trophée Michel-Bergeron pour la saison 2017-2018
  - Remporte le trophée de Recrue de l'année pour la saison 2017-2018
  - Sélectionnée dans l'équipe d'étoiles des recrues pour la saison 2017-2018
  - Remporte le trophée Michel-Brière pour les saisons 2018-2019 et 2019-2020
  - Remporte le trophée Paul-Dumont pour les saisons 2018-2019 et 2019-2020
  - Sélectionnée dans l'équipe d'étoiles pour la saison 2018-2019
  - Remporte le trophée Jean-Béliveau pour la saison 2019-2020
  - Remporte le trophée Michael-Bossy pour la saison 2019-2020
  - Sélectionnée dans l'équipe d'étoiles pour la saison 2019-2020
- Ligue canadienne de hockey :
  - Remporte le titre de Recrue de l'année en 2017-2018
  - Remporte le titre de Meilleur joueur de l'année en 2018-2019 et 2019-2020

### En équipe nationale
- Championnat du monde junior 2020
  - Meilleur attaquant du tournoi
  - Most Valuable Player (MVP) (en français, Meilleur joueur) du tournoi
  - Sélectionné dans l'équipe d'étoiles du tournoi